# Эррерин, Яго
Я́го Эррери́н Буиса́н (исп. Iago Herrerín Buisán; 25 января 1988, Бильбао, Испания) — испанский футболист, вратарь клуба «АЕК» (Ларнака).

## Карьера
Родился в Бильбао, Бискайя. Является воспитанником клуба «Атлетик Бильбао». Позже пару месяцев выступал за фарм-клуб «Басконии», пока не был отдан в аренду ФК «Баракальдо» в январе 2007 года. После возвращения в родной клуб летом 2012 присоединился к резервной команде, выступающей в Сегунде Б.
В июле 2010 Эррерин в поисках «новой футбольной жизни» решил покинуть «Атлетик» и подписал контракт с «Атлетико Мадрид». Два сезона выступал за резервную команду и один за третью. 8 января 2011 года в матче против «Хетафе B» на 72-й минуте Яго забил победный гол.
Эррерин вернулся в «Атлетик» летом 2012 года, подписав двухлетний контракт и сразу же был отдан в аренду в ФК «Нумансия». 18 августа дебютировал в Сегунде в домашней игре против «Спортинга».
В июле 2013 Яго подписал новый расширенный контракт с «Атлетиком» и был окончательно переведён в его основной состав. 23 августа Эррерин сыграл свой первый матч в Ла Лиге против «Осасуны», который закончился победой «Атлетика» со счётом 2:0. Однако большинство матчей своего первого сезона в Ла-Лиге Эррерин провёл на скамейке запасных.
С 2016 по 2017 год был в аренде в клубе «Леганес». В 2021 году перешёл в «Аль-Раед». 28 сентября 2022 года перешёл в «Валенсию».

## Достижения
- Обладатель Суперкубка Испании: 2015